# Comunidad virtual

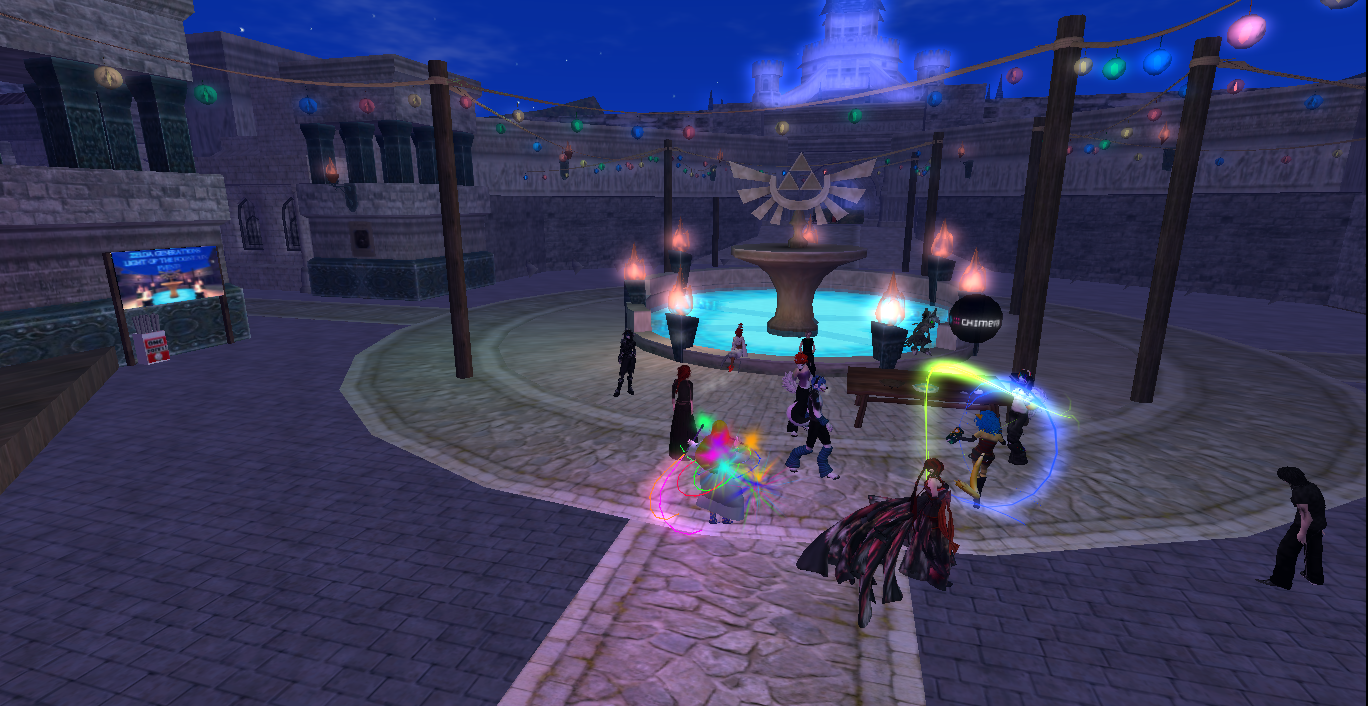
Fiesta en el juego Second Life.

Se denomina comunidad virtual o comunidad digital a aquella sección de datos procesados entre sí cuyos vínculos, interacciones, relaciones, comunicaciones y técnicas tienen lugar en un espacio virtual.[cita requerida] Las comunidades virtuales se forman a partir de ciertos grupos de personas que comparten gustos en común dentro de la gran red de Internet. Se organizan y se llevan a cabo a partir de servicios en línea. Puede ser de cualquier tema o de cualquier estudio tecnológico, no hay negaciones. Las comunidades saben que son redes, evolucionan de este modo, ampliando los miembros, diversificándose entre sí, nacen en el ciberespacio. Una comunidad en línea designa “un grupo de individuos con intereses comunes que interactúan entre sí, en torno a una actividad particular, a través de dispositivos sociotécnicos conectados a Internet El término "en línea" significa que los miembros interactúan a través de Internet.
Son grupos de individuos e instituciones organizados cibernéticamente en torno a un margen de intereses específicos, cuyas interacciones, vínculos, relaciones y comunicaciones se dan a través de la Red.
Las comunidades virtuales pueden ser muy diversas y específicas, involucrando personas de procedencias alejadas geográfica y culturalmente, ordenadas en torno a un tema común de su pasión o interés, y un “espacio” virtual que puede estar determinado por una página Web o un servicio En línea.
El término de comunidad virtual fue utilizado por primera vez por Howard Rheinhold en su libro de 1994 La comunidad virtual: Una sociedad sin fronteras.
Sin embargo, las primeras comunidades virtuales ya existían desde los años 1970 del siglo XX, particularmente en torno al intercambio de datos especializado en ámbitos militar, científico y académico, gracias a los mecanismos de comunicación de la entonces rudimentaria Internet, como Bulletin Board System o BBS (en español Sistema de Tablón de anuncios).
Hoy en día las comunidades virtuales han evolucionado a tal punto que hay millones de usuarios que acceden a ellas cada día, y la cantidad de funciones.

## Historia
La idea de las comunidades virtuales surge a principios de los años 1990, cuando aparece Internet, y en el caso de comunidades informáticas anteriores, a la implementación de ARPANET y el desarrollo de los BBS o Bulletin Board System (‘Sistema de Tablón de Anuncios’ o foros virtuales). Las primeras comunidades virtuales nacen en la década de los años ´70 y se multiplicaron durante los años ´80, científicas, académicas y militares en el caso de ARPANET, y civiles para las BBS. Pero no es sino hasta los años ´90 cuando se desarrollan de forma exponencial, gracias al levantamiento de la prohibición del uso comercial de Internet, al nacimiento de la World Wide Web (WWW) y 
a generalización de herramientas como el correo electrónico, los chats y la mensajería instantánea.
Los usuarios civiles, sin acceso a Internet, implementaron y popularizaron el uso del BBS, un sistema que funcionaba mediante acceso por módem mediante línea telefónica a una central (el BBS), que podía basarse en una o más líneas telefónicas. En los BBS era posible entablar conversaciones, publicar comentarios, intercambiar archivos, etc. Por lo mismo que eran accedidos por línea telefónica, eran comunidades independientes. Era muy común en la época que individuos particulares utilizaran sus equipos propios de casa para proveer el servicio hasta con un solo módem de entrada.
Las comunidades virtuales son una herramienta muy útil desde un punto de vista empresarial, ya que permiten a las organizaciones mejorar su dinámica de trabajo interno, las relaciones con sus clientes o incrementar su eficiencia procedimental. En cuanto a su función social, las comunidades virtuales se han convertido en un lugar en el que el individuo puede desarrollarse y relacionarse con los demás, actuando así como un instrumento de socialización y de esparcimiento.
Las comunidades virtuales son un fenómeno masivo en línea y muy vinculado a la explosión de las redes sociales en Internet, capaces de interconectar este tipo de organizaciones virtuales o de crear otras propias, en torno a ejes comunicativos masivos y distintos tiempos y modos de interacción.
Según estimaciones de Kozinets (1999), en el año 2000 existían en la red más de 40 millones de comunidades virtuales. En el caso de las organizaciones para el desarrollo, los voluntarios en línea juegan un papel crucial en la creación y desarrollo de comunidades virtuales.

## BBS vs Internet
A la aparición de Internet y su libre acceso a la comunidad civil en general, los BBS cayeron en desuso rápidamente pues la limitante de compartir un solo espacio era ampliamente superada por el libre acceso a Internet a muchas redes a la vez, permitiendo crear grupos de intereses diversos y contactarlos en una misma sesión telefónica.
Además, el creciente interés por Internet de distintos grupos impulsó el desarrollo de tecnologías como bases de datos y mayor seguridad que permitieron al público en general montar, de manera más económica, grupos de interés con alcances mayores rebasando las fronteras de los países sede y obteniendo intercambio con otros grupos de interés a largas distancias sin la necesidad de cerrarse a conexiones telefónicas con grupos únicos.
Aunque algunos de los BBS más famosos migraron sus plataformas a Internet, es poco común su uso para las nuevas generaciones que han crecido con las plataformas más populares, que actualmente permiten crear comunidades en muy pocos minutos como los grupos de Yahoo! Groups y Microsoft Groups entre otros.

## Definición
Una comunidad virtual es un grupo de personas que comprende sujetos (individuales, colectivos, institucionales) que:
- Desean interactuar para satisfacer sus necesidades o llevar a cabo roles específicos.
- Comparten un propósito determinado que constituye la razón de ser de la comunidad virtual.
- Con unos sistemas informáticos que median las interacciones y facilitan la cohesión entre los miembros.

El mayor freno que existe al desarrollo de comunidades es la dificultad de organización interna de las mismas. En muchos casos, se pierde demasiado tiempo creando la estructura de la comunidad, con lo que se llega a perder el verdadero sentido de la misma, confundiendo la estructura con el ser del grupo.
La comunidad virtual queda definida por 3 aspectos distintos:
- La comunidad virtual como un lugar en el que los individuos pueden mantener relaciones de carácter social o económico. Como se llevan a cabo en el ciberespacio, no existen límites geográficos, solo una referencia en internet.[9] Esto posibilita la unión de personas a grandes distancias, facilitando comunicación entre ellos.
- La comunidad virtual como un símbolo: ya que la comunidad virtual posee una dimensión simbólica. Los individuos tienden a sentirse simbólicamente unidos a la comunidad virtual, creándose sentido de pertenencia.
- La comunidad virtual como virtual: Poseen rasgos comunes a las comunidades físicas. El rasgo diferenciador de la comunidad virtual es que ésta se desarrolla, al menos parcialmente, en un lugar virtual, o en un lugar construido a partir de conexiones telemáticas. A diferencia de comunidades tradicionales, no se necesita llevar una relación cara a cara entre miembros.

## Objetivos
Los objetivos principales de la comunidad virtual son los siguientes:
- Intercambiar información (obtener respuestas correctas).
- Ofrecer apoyo (empatía, expresar emoción).
- Conversar y socializar de manera informal a través de la comunicación simultánea.
- Debatir, normalmente a través de la participación de moderadores.

## ¿Para qué sirven las comunidades virtuales?
En principio, las comunidades virtuales tienen como propósito el intercambio de información especializada en torno a un tema o un eje de temas que puede ser cualquiera: ciencia y tecnología, creación literaria, fanatismo deportivo o cinematográfico, etcétera. Quienes colaboran en ellas son a la vez consumidores, productores y/o replicadores de la información disponible al respecto. Por otro lado, son una herramienta útil para los ámbitos corporativos, permitiendo una organización interna de las comunicaciones, tanto como un contacto más estrecho y directo con los consumidores, organizando una comunidad en torno al producto o a la marca (branding o fidelización). Igualmente opera como un espacio de socialización e intercambio de diversa naturaleza entre personas de todo tipo, en el marco de las redes sociales y la cultura 2.0.

## Tipos
Hay diferentes tipos de comunidades virtuales:[cita requerida]
- Foros de discusión (moderados, no moderados, abiertos y cerrados)
- Redes sociales (Facebook, Twitter, Instagram)
- Correo electrónico y grupos de correo electrónico
- Grupos de noticias
- Videoconferencias
- Chat (webchat, chats tipo IRC, multimedia chats)
- Dimensión de Usuario Múltiple: es un sistema que permite a sus usuarios convertirse en el personaje que deseen y visitar mundos imaginarios en los que participar junto a otros individuos en juegos u otro tipo de actividad
- Gestores de contenido
- Sistemas Peer to Peer (P2P)
- BBS (sistema de tablón de anuncios)

Y, además de las de carácter informático, existen las que se enlazan a través de otros medios:
- Cajas de chat, populares a inicio de la década de 1990, que consistían en una central telefónica en la que coincidían varios usuarios.
- Comunidades de radioaficionados, tan antiguas como el mismo invento y vigentes aún en canales de radio abierta e intercambian información sin estar físicamente en el mismo sitio.
- Televisivas, generalmente con un programa como anfitrión que concentra los contactos de los miembros e intercambia con ellos a través de la emisión televisiva.

## Aspectos a considerar
A continuación se muestran cuáles son los principales aspectos a considerar para alcanzar el máximo desarrollo de las iniciativas empresariales sustentadas en comunidades virtuales:
- Una comunidad virtual se asienta sobre dos pilares fundamentales: la comunicación y un deseo de relación entre los miembros con intereses comunes.
- Medir el éxito.
- Fortalecer el sentimiento de comunidad.
- Analizar necesidades.
- Fomentar la autogestión.
- Minimizar el impacto.
- Especializar papeles.
- Estructura tecnológica

## Beneficios que aportan y otros aspectos varios
Los principales beneficios que aportan las comunidades virtuales en los negocios son los siguientes:
- Branding
- Marketing de relaciones
- Reducción de costos
- Provisión de ingresos
- Desarrollo de nuevos productos
- Introducción de nuevos productos
- Creación de barreras a la entrada
- Adquisición de nuevos clientes
- Cibercultura
- Para un usuario sin interés profesional, la razón de pertenecer a estas comunidades puede ser sentirse parte de algo o, simplemente, conocer y compartir sobre sus intereses.
- Una comunidad virtual sirve para estudiar los comentarios sobre productos y servicios de la competencia. Un ambiente más que provechoso para monitorear sus avances o fallas en el campo.

## Naturaleza de las relaciones en las comunidades en línea
Las conexiones creadas en comunidades en línea a menudo se describen como diferentes de las creadas en comunidades de fuera de línea.
Una particularidad de los enlaces creados online es que a menudo giran en torno a un tema o a un interés común específico (grupos de ayuda mutua para personas alcohólicas o para mujeres embarazadas, por ejemplo). Los individuos a menudo tienden a participar de manera limitada en muchas comunidades en línea diferentes porque es fácil construir nuevas conexiones y expandir la propia red.
La ayuda en línea a menudo viene en forma de pequeñas contribuciones individuales que se unen para resolver un problema mayor. El sociólogo francés Dominique Cardon habla de “la fuerza de la cooperación débil” (usando la expresión de Mark Granovetter). Las comunidades de Internet son el resultado de un conjunto de acciones individuales, guiadas por intereses personales más que por sentimientos colectivos. A diferencia de la "cooperación fuerte", que se basa en una comunidad preexistente de valores e intenciones, la cooperación débil se caracteriza por la formación "oportunista" de vínculos y colectivos que no presuponen una intencionalidad colectiva ni una pertenencia "comunitaria". El sociólogo pone el ejemplo de Flickr, donde fotógrafos aficionados empezaron a fotografiar las cámaras de vigilancia de su ciudad y publicaron sus fotografías en grupos especializados, creando así un directorio global de cámaras indiscretas. Algunos, originalmente simples ciudadanos, se convirtieron luego en verdaderos activistas de la libertad en los espacios públicos.
Sin embargo, esto no impide que las relaciones comunitarias se desarrollen y se vuelvan más íntimas. Por otro lado, el contacto online puede ser un factor que frena el desarrollo de relaciones sólidas entre los individuos, en la medida en que la comunicación entre ellos es asincrónica y los medios de expresión son más limitados. Los vínculos fuertes entre individuos en comunidades en línea pueden describirse como “relaciones íntimas de segundo nivel”: relaciones que son informales y frecuentes, pero que a menudo se centran en un tema específico y que tardan más en desarrollarse y expandirse a otras áreas.
La falta de interacción cara a cara en las interacciones en línea también puede ser un factor que debilite a las comunidades. Debido a los medios de expresión más limitados, es más común que un individuo tenga un comportamiento percibido como ambiguo por otros miembros de la comunidad, lo que puede poner en duda el equilibrio comunitario.